# Bayerbach bei Ergoldsbach

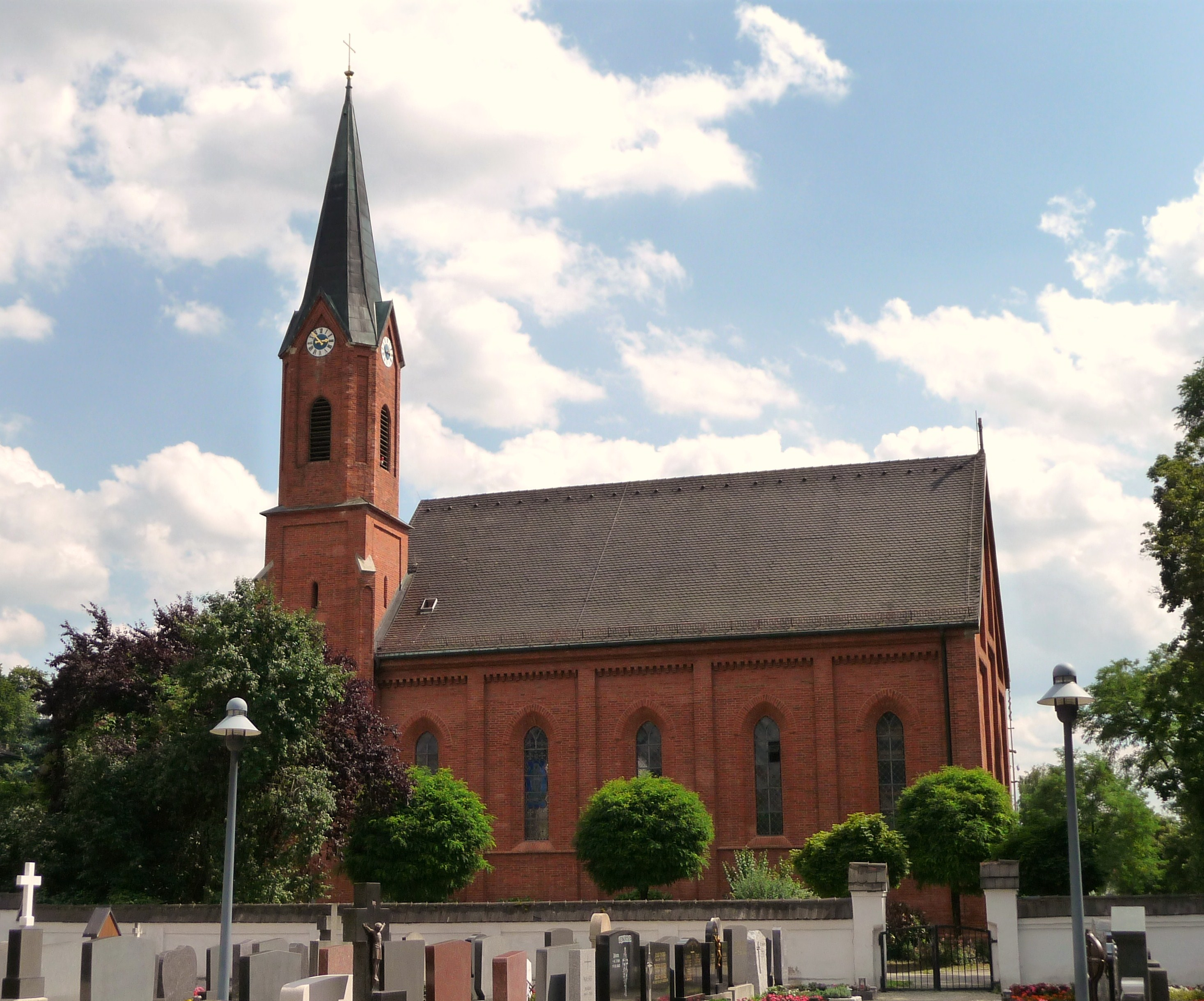
Die Pfarrkirche Maria Himmelfahrt

Bayerbach bei Ergoldsbach (amtlich Bayerbach b.Ergoldsbach, bis 1952 Bayerbach) ist eine Gemeinde im niederbayerischen Landkreis Landshut und ein Mitglied der Verwaltungsgemeinschaft Ergoldsbach.

## Geographie

### Geographische Lage
Der Hauptort liegt im nördlichen Landkreis Landshut östlich von Ergoldsbach rund 7 km von der B 15 entfernt, 25 km nordöstlich von Landshut und 35 km südwestlich von Straubing.

### Gemeindegliederung
Es gibt 22 Gemeindeteile (in Klammern ist der Siedlungstyp angegeben):
- Bayerbach b.Ergoldsbach (Pfarrdorf)
- Böglkreut (Einöde)
- Dürnaich (Weiler)
- Feistenaich (Einöde)
- Feuchten (Dorf)
- Ganslmaier (Einöde)
- Gerabach (Kirchdorf)
- Gillisau (Einöde)
- Greilsberg (Kirchdorf)
- Hochmoos (Weiler)
- Hölskofen (Kirchdorf)
- Kleinfeuchten (Einöde)
- Lottokreut (Einöde)
- Mausham (Dorf)
- Mausloch (Weiler)
- Nißlpram (Weiler)
- Penk (Dorf)
- Pirket (Einöde)
- Pram (Kirchdorf)
- Runding (Weiler)
- Sand (Einöde)
- Winkelmoos (Einöde)

Es gibt die Gemarkungen Bayerbach b.Ergoldsbach, Langenhettenbach und Moosthann.

### Nachbargemeinden
- Ergoldsbach (Landkreis Landshut)
- Postau (Landkreis Landshut)
- Weng (Landkreis Landshut)
- Mengkofen (Landkreis Dingolfing)
- Laberweinting (Landkreis Straubing-Bogen)
- Mallersdorf-Pfaffenberg (Landkreis Straubing-Bogen)

### Topografie und Bodennutzung
Die Gemeinde Bayerbach liegt im Naturraum Donau-Isar-Hügelland. 64,4 % (1637 ha) des Gemeindegebietes werden landwirtschaftlich genutzt, 22,7 % (576 ha) sind von Wald bedeckt. Siedlungs- und Verkehrsflächen nehmen 9,6 % (244 ha) der Fläche in Anspruch (Stand 31. Dezember 2019).
Die Gemeinde wird von Süd nach Nord vom namensgebenden Bayerbacher Bach durchflossen, einem rechten Zufluss der Kleinen Laber. Außer einigen kleinen Nebenbächen des Bayerbacher Baches befinden sich keine benannten Gewässer auf Gemeindegebiet. Die gesamte Gewässerfläche beträgt 3 ha (0,1 %) der Gemeindefläche.
Die tiefste Punkt der Gemeinde mit etwa 388 m ü.NHN liegt am Bayerbacher Bach; der höchste Punkt ⊙ mit 487 m befindet sich nahe der östlichen Gemeindegrenze etwas südlich des Weilers Nißlpram.

## Geschichte

### Bis zur Gemeindegründung
Um das Jahr 700 wird in den Monumenta Nideraltacensia ein Piparpah erwähnt, das mit dem Ort Bayerbach identisch sein soll. Im Jahr 2024 wurde ein bajuwarischer Friedhof aus dem 7. und frühen 8. Jahrhundert am Ortsrand entdeckt. Zentral fand sich dort das Grab eines 50- bis 60-jährigen Mannes, dessen Grabbeigaben allerdings teilweise entwendet worden waren. Es handelte sich um einen berittenen Krieger, der als Reiterfürst von Bayerbach in der Pressemitteilung erscheint.
973 schenkte Kaiser Otto I. dem Kloster Niedermünster den Hof Bayerbach im Donaugau. Diese Schenkung wird 1022 durch Kaiser Heinrich II. und 1025 durch König Konrad II. bestätigt.
Bayerbach gehörte lange zum Rentamt Landshut und zum Landgericht Kirchberg des Herzogtums bzw. Kurfürstentums Bayern. Das Schloss Bayerbach ist seit 1470 hier nachgewiesen. Die Familie von Eisenreich besaß von 1585 bis 1681 die hiesige offene Hofmark, es folgten die Herren von Gumppenberg. Im Zuge der Verwaltungsreformen in Bayern entstand mit dem Gemeindeedikt von 1818 die heutige Gemeinde. Die Gumppenberg hatten noch bis zur Revolution 1848 die Hofmarksherrschaft bzw. das Patrimonialgericht Bayerbach inne.

### Eingemeindungen
Im Jahr 1945 oder 1946 wurde die Gemeinde Gerabach eingegliedert. Im Jahr 1964 kam Feuchten hinzu. Am 1. Januar 1967 wurden Penk und Pirket eingegliedert. Im Zuge der Gebietsreform in Bayern folgte am 1. Januar 1972 Greilsberg. Am 1. Mai 1978 wurden Gebietsteile der Gemeinde Oberköllnbach nach Bayerbach umgegliedert.

### Einwohner
Gemäß Bayerischem Landesamt für Statistik  haben sich die Einwohnerzahlen jeweils zum 31. Dezember eines Jahres wie folgt entwickelt:
| Stand | Einwohner |
| ----- | --------- |
| 1960  | 1406      |
| 1970  | 1369      |
| 1980  | 1302      |
| 1990  | 1374      |
| 1995  | 1546      |
| 2000  | 1642      |
| 2001  | 1669      |
| 2005  | 1735      |

| Stand | Einwohner |
| ----- | --------- |
| 2006  | 1725      |
| 2007  | 1740      |
| 2008  | 1740      |
| 2009  | 1741      |
| 2010  | 1739      |
| 2011  | 1758      |
| 2012  | 1755      |
| 2013  | 1781      |

| Stand | Einwohner |
| ----- | --------- |
| 2014  | 1780      |
| 2015  | 1809      |
| 2016  | 1831      |
| 2017  | 1852      |
| 2018  | 1921      |
| 2019  | 1929      |
| 2020  | 1981      |

Seit 1972, dem Jahr der Gemeindereform, hat sich die Einwohnerzahl bis 2015 um 484 Personen erhöht. Das entspricht einem Wachstum von 36,53 Prozent.
| Alter         | Einwohner nach Alter |
| ------------- | -------------------- |
| jünger als 18 | 20,2 %               |
| 18 bis 29     | 12,5 %               |
| 30 bis 49     | 31,5 %               |
| 50 bis 64     | 20,1 %               |
| älter als 65  | 15,7 %               |

## Politik
Acht Monate nach dem Ende des Zweiten Weltkrieges fanden am 27. Januar 1946 die ersten Kommunalwahlen (Gemeinderatswahlen) in den kreisangehörigen Gemeinden Bayerns statt. In den Monaten April und Mai 1946 folgten dann noch die ersten Wahlen der Bürgermeister, Landräte sowie Kreistage. 2006 wurde das 60-jährige Jubiläum begangen.
Die Gemeinde ist Mitglied in folgenden Zweckverbänden:
- Regionaler Planungsverband Landshut
- Schulverband Ergoldsbach
- Wasserzweckverband Mallersdorf

Bayerbach b.Ergoldsbach gehört zur Verwaltungsgemeinschaft Ergoldsbach.
| Gemeinde                | Wappen | Fläche km² | Einwohner 31. Dezember 2024 | EW-Dichte EW je km² | Höhe über NHN |
| ----------------------- | ------ | ---------- | --------------------------- | ------------------- | ------------- |
| Bayerbach b.Ergoldsbach |        | 25,42      | 1.993                       | 78                  | 409           |
| Ergoldsbach             |        | 57,06      | 8.491                       | 149                 | 416           |

### Bürgermeister der Gemeinde Bayerbach
- 1946 - 1958 Josef Radspieler
- 1958 - 1972 Hermann Weinzierl
- 1972 - 2008 Josef Fuchs
- 2008 - 2019 Ludwig Bindhammer
- seit 2019   Werner Klanikow

### Gemeinderat

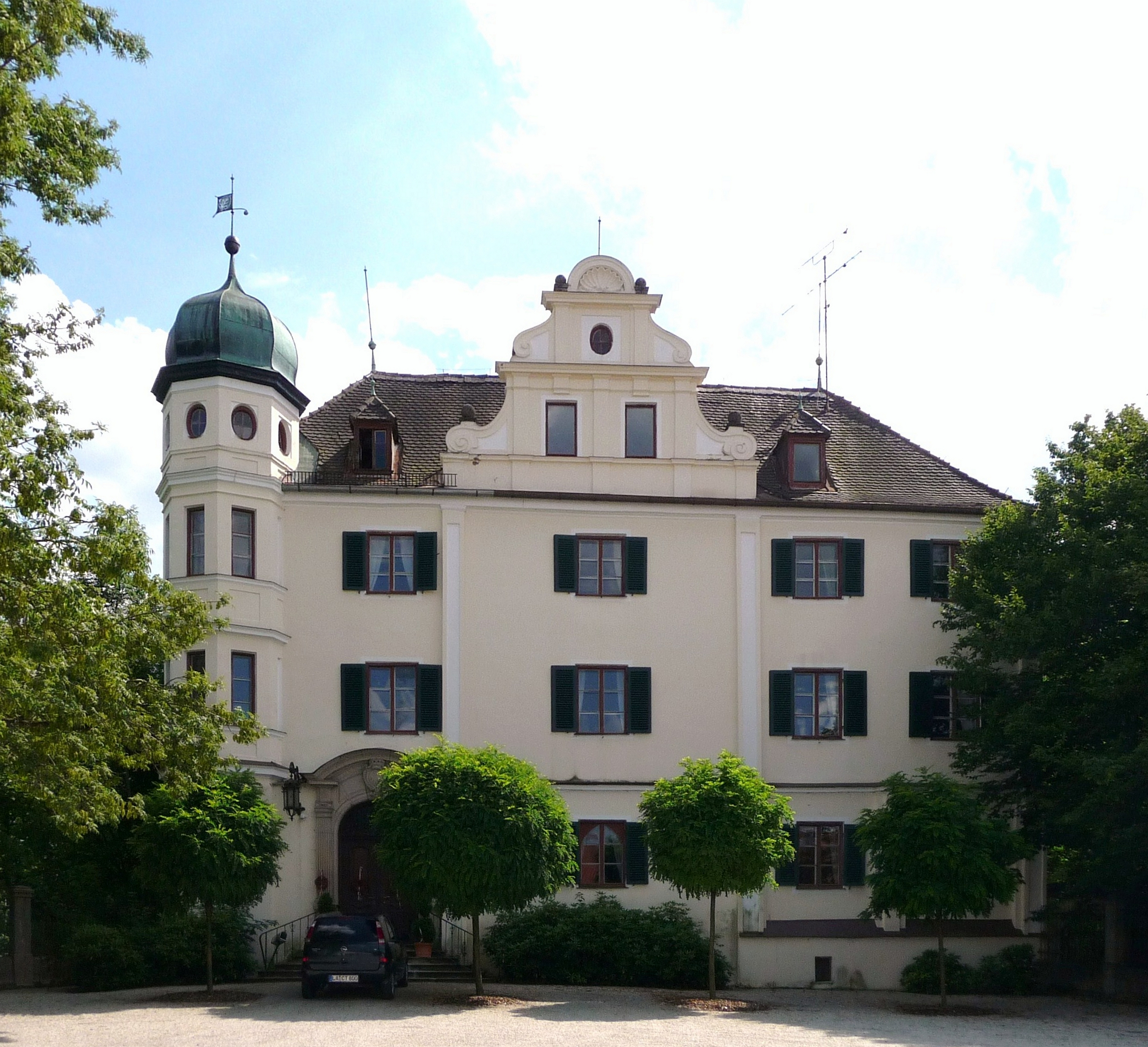
Schloss Bayerbach

Der Gemeinderat setzt sich seit Mai 2020 aus folgenden Wählergruppen zusammen:
- Bürgerblock Bayerbach 6 Sitze
- Freie Wähler Bayerbach 6 Sitze

## Wappen
| | Blasonierung: „In Rot über einem goldenen Seeblatt ein erhöhter silberner Wellenbalken, der mit einem schwarzen Mühleisen belegt ist.“ |
| Wappenbegründung: Das Gemeindewappen erinnert an zwei für die Hofmark Bayerbach wichtige Geschlechter. Der mit einem schwarzen Mühleisen belegte Wellenbalken ist die leichte Abwandlung des für den Namen redenden Wappens der Familie von Eisenreich (Balken mit Mühleisen), die von 1585 bis 1681 Hofmarksherren waren. Der Wellenbalken symbolisiert das Ortsnamensgrundwort „-bach“ und redet für den Gemeindenamen Bayerbach. Das goldene Seeblatt stammt aus dem Wappen der Familie von Gumppenberg, die von 1681 bis ins 20. Jahrhundert die Hofmarksherrschaft, das Patrimonialgericht (bis 1848) bzw. das Schlossgut in Bayerbach innehatte. | |

## Baudenkmäler
- Liste der Baudenkmäler in Bayerbach bei Ergoldsbach

- Schloss Peuerbach in Bayerbach bei Ergoldsbach

## Wirtschaft und Infrastruktur

### Beschäftigung
Im Jahr 2019 waren 489 Arbeitnehmer bei Betrieben im Gemeindegebiet sozialversicherungspflichtig beschäftigt, hauptsächlich (380 von 489) im produzierenden Gewerbe. Im selben Jahr hatten 840 sozialversicherungspflichtig Beschäftigte in der Gemeinde Bayerbach ihren Hauptwohnsitz.

### Finanzen
Die Bruttoausgaben der Gemeinde Bayerbach lagen im Jahr 2019 bei 6,156 Mio. Euro. Demgegenüber standen neben den Einnahmen aus Beiträgen, Gebühren und Kommunalabgaben Gemeindesteuereinnahmen in Höhe von 2,565 Mio. Euro. Die Verschuldung lag bei 604.000 Euro, was einer Pro-Kopf-Verschuldung von 315 Euro entspricht. Infolge einer Neubewertung der Wirtschaftskraft der Gemeinde sind die Schlüsselzuweisungen von 457.572 Euro im Jahr 2019 um 13,7 Prozent auf 394.708 Euro für das Jahr 2020 zurückgegangen.
| Zuweisungen an                     | Jahr    | Jahr    | Jahr    | Jahr    | Jahr    | Jahr    |
| Zuweisungen an                     | 2015    | 2016    | 2017    | 2018    | 2019    | 2020    |
| ---------------------------------- | ------- | ------- | ------- | ------- | ------- | ------- |
| Gemeinde Bayerbach bei Ergoldsbach | 314.308 | 106.716 | 517.816 | 419.336 | 457.572 | 394.708 |

### Land- und Forstwirtschaft
Im Jahr 2016 bestanden 41 landwirtschaftliche Betriebe.
| Betriebsgröße in ha | Anzahl der Betriebe | Anzahl der Betriebe |
| Betriebsgröße in ha | 2003                | 2016                |
| ------------------- | ------------------- | ------------------- |
| unter 5             | 5                   | 3                   |
| 5 bis unter 10      | 15                  | 8                   |
| 10 bis unter 20     | 12                  | 11                  |
| 20 bis unter 50     | 14                  | 11                  |
| 50 oder mehr        | 10                  | 8                   |
| Gesamt              | 56                  | 41                  |

### Bauen und Wohnen
| Gemeindeteil                      | Wohnbauflächen ausgewiesene Baugebiete | unbeplanter Innenbereich | ausgewiesene gewerbliche Bauflächen | Ackerland |
| --------------------------------- | -------------------------------------- | ------------------------ | ----------------------------------- | --------- |
| Bayerbach                         | 70 €                                   | 70 €                     | 30 €                                | 4,50 €    |
| Mausham/Feuchten                  | 70 €                                   | 70 €                     |                                     | 4,50 €    |
| Greilsberg                        | 45 €                                   | 45 €                     |                                     | 4,50 €    |
| Gerabach                          |                                        | 45 €                     |                                     | 4,50 €    |
| Gerabach (SO Wochenendhausgebiet) | 20 €                                   | 20 €                     | 20 €                                | 20 €      |

### Bildung
Im Jahre 1755 wurde durch Franz-Josef-Kasimir von Gumppenberg der erste Lehrer in Bayerbach angestellt.
Dieser hieß Josef Schwarzberger und war somit der erste Schulleiter in Bayerbach.
Das erste Schulhaus wurde 1760 fertiggestellt, bis dahin wurde der Unterricht im Privathaus des Lehrers in der Nähe der Kirche abgehalten.
Später brannte dieses Schulhaus durch einen im Gutshof des Schlosses ausgebrochenen Brand nieder. Im gleichen Jahr wurde ein neues Schulhaus gebaut.
Der einzige Schulraum reichte nicht für die 160 Schüler, darunter auch die Kinder aus Greilsberg, Penk und Asbach.
Deshalb wurde im Jahre 1869 ein neues Schulhaus erbaut, dieses hatte 2 Klassenräume, eine Lehrerwohnung und Platz für die Gemeindekanzlei.
Das alte Schulhaus wurde 1952 im Zuge der Friedhoferweiterung nach Norden abgetragen.
1909 wurde nördlich des Schulhauses ein weiteres Schulhaus für die Oberklassen gebaut, da das Schulgebäude für die aufkommende Schülerzahl wieder zu klein geworden war.
Das Haus war mit Baumängeln behaftet und hatte schon 1911 Risse im Mauerwerk. Dieses "4" Schulhaus hatte einen Lehrsaal sowie eine Lehrerwohnung.
1962 fasste die Gemeinde den Entschluss ein neues größeres Schulhaus zu bauen, um alle Schüler der Gemeinde in einem Gebäude unterbringen zu können.
Es wurde am 5. Februar 1963 eingeweiht, im Sommer 1976 kam noch die Turnhalle hinzu.
Dieses "5" Schulhaus ist bis heute in Betrieb und beherbergt die Grundschule, Kinderhort und Kindergarten der Gemeinde Bayerbach.
Dagegen wurden 1969 die Schulen in Greilsberg, Hagenau und Steinbach aufgelöst. Das "3" und "4" Schulhaus wurde 1963 an Privat verkauft. Ersteres wurde als Wohnhaus umgebaut, es steht noch bis zum heutigen Tage. Das andere wurde auf Grund der Baumängel abgerissen.
Im Schuljahr 2019/2020 gab es folgende Einrichtungen:
- Kindertageseinrichtungen: 125 genehmigte Kindergartenplätze mit 104 betreuten Kindern
- Eine Grundschule mit 94 Kindern und 7 Lehrkräften

## Söhne und Töchter der Gemeinde
- Karl Bickleder (1888–1958), Politiker (BVP/CSU), Reichstags- und Landtagsabgeordneter.

- Hubert von Gumppenberg-Peuerbach 1888-1938. Deutscher Verwaltungsjurist, Regierungspräsident der Oberpfalz a. D.
- Dietrich Freiherr von Gumppenberg-Pöttmes-Oberprennberg (1941–2021), deutscher Unternehmer und Politiker (FDP)
- Emma Kellner (* 1953), Politikerin (Die Grünen), 1998–2003 Landtagsabgeordnete in Bayern

## Personen in Verbindung mit der Gemeinde
- Anna Katharina Schaffelhuber (* 1993), querschnittgelähmte deutsche Monoskibobfahrerin (Verein TSV Bayerbach) und siebenfache Paralympics-Goldmedaillenträgerin
- Wilhelm Lehmann-Leonhard (1866–1954), der Tier- und Genremaler lebte 1946 nach seiner Vertreibung aus Schlesien zuerst in Bayerbach und verstarb 1954 in Ergoldsbach.